# Birkir Bjarnason
Birkir Bjarnason (Akureyri, 1988. május 27. –) izlandi válogatott labdarúgó, az olasz Brescia középpályása.
Az izlandi válogatott tagjaként részt vett a 2016-os Európa-bajnokságon és a 2018-as világbajnokságon.

## Statisztikák

### A válogatottban
| Válogatott | Év       | Pályára lépés | Gól |
| ---------- | -------- | ------------- | --- |
| Izland     | 2010     | 3             | 0   |
| Izland     | 2011     | 5             | 0   |
| Izland     | 2012     | 9             | 2   |
| Izland     | 2013     | 10            | 2   |
| Izland     | 2014     | 8             | 0   |
| Izland     | 2015     | 8             | 2   |
| Izland     | 2016     | 13            | 2   |
| Izland     | 2017     | 7             | 1   |
| Izland     | 2018     | 11            | 1   |
| Izland     | 2019     | 10            | 3   |
| Izland     | 2020     | 8             | 0   |
| Izland     | 2021     | 13            | 1   |
| Izland     | 2022     | 8             | 1   |
| Összesen   | Összesen | 113           | 15  |

#### Góljai a válogatottban
| #  | Időpont              | Helyszín                                              | Ellenfél      | Gólok | Eredmény | Kiírás               |
| -- | -------------------- | ----------------------------------------------------- | ------------- | ----- | -------- | -------------------- |
| 1  | 2012. május 27.      | Stade du Hainaut, Valenciennes, Franciaország         | Franciaország | 1–0   | 2–3      | Barátságos mérkőzés  |
| 2  | 2012. október 12.    | Qemal Stafa Stadion, Tirana, Albánia                  | Albánia       | 1–0   | 2–1      | 2014-es VB-selejtező |
| 3  | 2013. június 7.      | Laugardalsvöllur, Reykjavík, Izland                   | Szlovénia     | 1–1   | 2–4      | 2014-es VB-selejtező |
| 4  | 2013. szeptember 10. | Laugardalsvöllur, Reykjavík, Izland                   | Albánia       | 1–1   | 2–1      | 2014-es VB-selejtező |
| 5  | 2015. március 28.    | Asztana Aréna, Asztana, Kazahsztán                    | Kazahsztán    | 2–0   | 3–0      | 2016-os EB-selejtező |
| 6  | 2015. március 28.    | Asztana Aréna, Asztana, Kazahsztán                    | Kazahsztán    | 3–0   | 3–0      | 2016-os EB-selejtező |
| 7  | 2016. június 14.     | Stade Geoffroy-Guichard, Saint-Étienne, Franciaország | Portugália    | 1–1   | 1–1      | 2016-os EB           |
| 8  | 2016. július 3.      | Stade de France, Saint-Denis, Franciaország           | Franciaország | 2–5   | 2–5      | 2016-os EB           |
| 9  | 2017. október 6.     | New Eskişehir Stadion, Eskişehir, Törökország         | Törökország   | 2–0   | 3–0      | 2018-as VB-selejtező |
| 10 | 2018. október 11.    | Stade de Roudourou, Guingamp, Franciaország           | Franciaország | 1–0   | 2–2      | Barátságos mérkőzés  |
| 11 | 2019. március 22.    | Estadi Nacional, Andorra la Vella, Andorra            | Andorra       | 1–0   | 2–0      | 2020-as EB-selejtező |
| 12 | 2019. szeptember 7.  | Laugardalsvöllur, Reykjavík, Izland                   | Moldova       | 2–0   | 3–0      | 2020-as EB-selejtező |
| 13 | 2019. november 17.   | Zimbru Stadion, Chișinău, Moldova                     | Moldova       | 1–0   | 2–1      | 2020-as EB-selejtező |
| 14 | 2021. március 31.    | Rheinpark Stadion, Vaduz, Liechtenstein               | Liechtenstein | 2–0   | 4–1      | 2022-es VB-selejtező |
| 15 | 2022. március 26.    | Estadio Nueva Condomina, Murcia, Spanyolország        | Finnország    | 1–1   | 1–1      | Barátságos mérkőzés  |

## Sikerei, díjai
Basel
- Svájci bajnok (1): 2015–16